# امریکن استار (کشتی)
امریکن استار (کشتی) (به انگلیسی: American Star (ship)) یک کشتی است که طول آن ۱۸۷٫۵ فوت (۵۷٫۲ متر) می‌باشد. این کشتی در سال ۲۰۰۷ ساخته شد.